# アンドリュー・ケヴィン・ウォーカー
アンドリュー・ケヴィン・ウォーカーはアメリカの脚本家。英国アカデミー賞においてオリジナル脚本賞にノミネートされた『セブン』の脚本家として知られている。その他、『8mm』や『スリーピー・ホロウ』の脚本を担当し、クレジットされていないリライト作品も多数ある。

## 生い立ち
ウォーカーはアメリカ合衆国ペンシルベニア州アルトゥーナに生まれ、少年期に同じペンシルベニア州メカニクスバーグに移り、そこで育った。メカニクスバーグ区高等学校を1982年に卒業後、映画キャリアのためにペンシルベニア州立大学に入学。フィルムとビデオの学士を取得し、1986年に卒業。

## キャリア
学業を終えるとすぐにニューヨークに移り、タワーレコードの店員として働いた。その傍らいくつかの仕事を手がけるが、これといった成果は得られなかった。1991年、『セブン』の脚本を書き上げたウォーカーは、その脚本を売るためにロサンゼルスに移る。そこでウォーカーは脚本家のデヴィッド・コープに個人的に連絡をとった。コープはニューラインシネマの重役たちにウォーカーの脚本を見せ、ついにはニューラインシネマが脚本を買い取った。しかしながら、映画の製作が始まるまでに3年かかり、その間にウォーカーはHBOのテレビシリーズ『Tales From the Crypt』の1エピソードや映画『ブレインスキャン』、『ハイダウェイ』で脚本家として活躍した。
『セブン』の製作は他の映画2本の間に開始され、監督はデヴィッド・フィンチャー、出演はモーガン・フリーマン、ブラッド・ピット、ケヴィン・スペイシーに決まった。しかし製作中にスタジオ側が観客のターゲット層に対して内容が暗すぎるといくつか脚本の変更を提案したが、フィンチャーとフリーマンは反対し、最終的には何の変更もなく製作された。映画は絶賛され、興行的にも成功し全世界で3億2700万ドルの成績を得た。結果、ウォーカーの名は映画業界で広く知られることになり、ピットやスペイシーも世界的なスターとなった。
しかしながら、ウォーカーはその後4年間ほどリライトで参加しているにもかかわらず脚本家としてクレジットされることがなかった。同じフィンチャー監督の『ゲーム』やポール・W・S・アンダーソン監督の『イベント・ホライゾン』などがそうである。そんな中、1999年の『8mm』でようやく日の目をみる。脚本料は125万ドルと言われている。しかしまたもや内容が暗すぎるとスタジオ側に要求されるが「監督がジョエル・シュマッカーならばリライトは必要ない」とウォーカーは感じた。ところがシュマッカーはスタジオ側についてしまい、レーティングのために脚本を大幅に変更した。その結果、シュマッカーとウォーカーの関係は悪化し、ウォーカーはもはや自分の作品ではないと撮影現場から去り、完成した作品を観るのすら拒んだ。結果的に映画は批評・興行ともに散々だった。
1999年には、クレジットはされていないながらも成功した2本の作品、デヴィッド・コープ監督の『エコーズ』とフィンチャー監督の『ファイト・クラブ』でリライトを担当した。ワシントン・アーヴィングの短編「スリーピー・ホロウの伝説」の脚色も、ティム・バートン監督の『スリーピー・ホロウ』として製作された。バートンはウォーカーの脚本を賞賛するも、アカデミー賞受賞脚本家トム・ストッパードにリライトさせている（ストッパードはクレジットはされていない）。
1990年代中盤以降、ウォーカーは脚本を完成させながらも製作されていないものがいくつかある。マーベル・コミックのヒーローシルバーサーファーが主演のものや2000年に映画化された『X-メン』とは別のもの（ウォーカーの脚本は1994年完成）、仮に「バットマンvsスーパーマン」とタイトルされたものなど。「バットマンvsスーパーマン」に至っては、製作のゴーサインが出されたにもかかわらず、製作スタジオのワーナー・ブラザースはそれぞれを別のフランチャイズ（『バットマン ビギンズ』と『スーパーマン リターンズ』）にしたのでウォーカーの脚本は見送られた。その後、二つのタイトルはヒットしたためウォーカーの脚本は完全にお蔵入りとなったようだが、当初監督する予定であったウォルフガング・ペーターゼンは今でも製作の意欲があると述べている。

### その他の作品
ウォーカーはBMWのショートフィルムシリーズ『The Hire』の「Ambush」（ジョン・フランケンハイマー監督、クライヴ・オーウェン主演）と「The Follow」（ウォン・カーウァイ監督）の二編の脚本も担当している。
2010年には、ユニバーサル・ピクチャーズのクラシック映画『狼男』のリメイクである『ウルフマン』を手がけた。監督はジョー・ジョンストン、主演はベニチオ・デル・トロ。

## 作品リスト
- ブレインスキャン BRAINSCAN（1994年）- 脚本
- ハイダウェイ Hideaway（1995年）- 脚本
- セブン Seven （1995年）- 脚本
- ゲーム The Game （1997年）- 脚本（ノンクレジット）
- イベント・ホライゾン Event Horizon（1997年）- 脚本（ノンクレジット）
- 8mm 8mm （1998年）- 脚本
- ファイト・クラブ Fight Club （1999年）- 脚本（ノンクレジット）
- エコーズ Stir of Echoes（1999年）- スペシャルサンクス・脚本（ノンクレジット）
- スリーピー・ホロウ Sleepy Hollow（1999年）- 原案・脚本
- パニック・ルーム Panic Room （2002年）- 出演
- ウルフマン The Wolfman（2010年）- 脚本
- NERD LAND（2016年）- 脚本・製作
- 運命のイタズラ Windfall（2022年）- 原案・脚本・製作総指揮
- ラブ、デス&ロボット Love, Death & Robots Season3 EP2（2022年) - 脚色
- ザ・キラー The Killer (2023年) - 脚本

## カメオ出演
ウォーカーは自身の脚本作品にカメオ出演することでも知られている。『パニック・ルーム』では眠そうな隣人、『ファイト・クラブ』では三人の刑事の名前がそれぞれアンドリュー、ケヴィン、ウォーカー、『セブン』では冒頭の死体に扮している。HBOのTVシリーズ『アントラージュ★オレたちのハリウッド』のシーズン3・エピソード5「Crash and Burn」では、劇中に登場する映画「アクアマン」の脚本をウォーカーが担当した、となっている（ちなみにその監督はジェームズ・キャメロン）。